# Lomikamenovité
Lomikamenovité (Saxifragaceae) je čeleď vyšších dvouděložných rostlin z řádu lomikamenotvaré (Saxifragales). Jsou to jednoleté nebo vytrvalé byliny s jednoduchými nebo složenými listy a nevelkými květy. Některé druhy jsou sukulentní. Jsou rozšířeny především v severním mírném pásu a často rostou v horách. V původní květeně České republiky je zastoupeno 6 druhů lomikamenů a 2 druhy mokrýše.

## Popis
Zástupci lomikamenovitých jsou jednoleté nebo vytrvalé byliny s listy střídavými nebo v přízemní růžici (výjimečně vstřícnými), bez palistů. Rostliny jsou bylinné až sukulentní. Listy jsou celistvé nebo zpeřeně členěné až zpeřené, se zpeřenou až dlanitou žilnatinou nebo jednožilné. Čepel je celokrajná nebo zubatá. Květenství jsou převážně vrcholová, různých typů (vrcholík, hrozen, klas, svazeček, lata). Květy jsou malé až středně velké, jedno nebo oboupohlavné, pravidelné až souměrné, s vyvinutou češulí. Kalich i koruna je nejčastěji v počtu 4 nebo 5, kališní lístky volné nebo srostlé, korunní volné, někdy redukované nebo i zcela chybějící. Tyčinek je nejčastěji 10 nebo 5 (řidčeji 3 až 10). Gyneceum je složené ze 2 až 5 volných nebo častěji do různého stupně srostlých plodolistů, nejčastěji dvoukomůrkové, svrchní až spodní, na bázi často s nektáriovým diskem. Plodolisty obsahují mnoho vajíček s axilární nebo laterální placentací. Čnělky jsou volné. Plodem je mnohosemenná tobolka nebo měchýřek. Semena mají olejnatý endosperm.

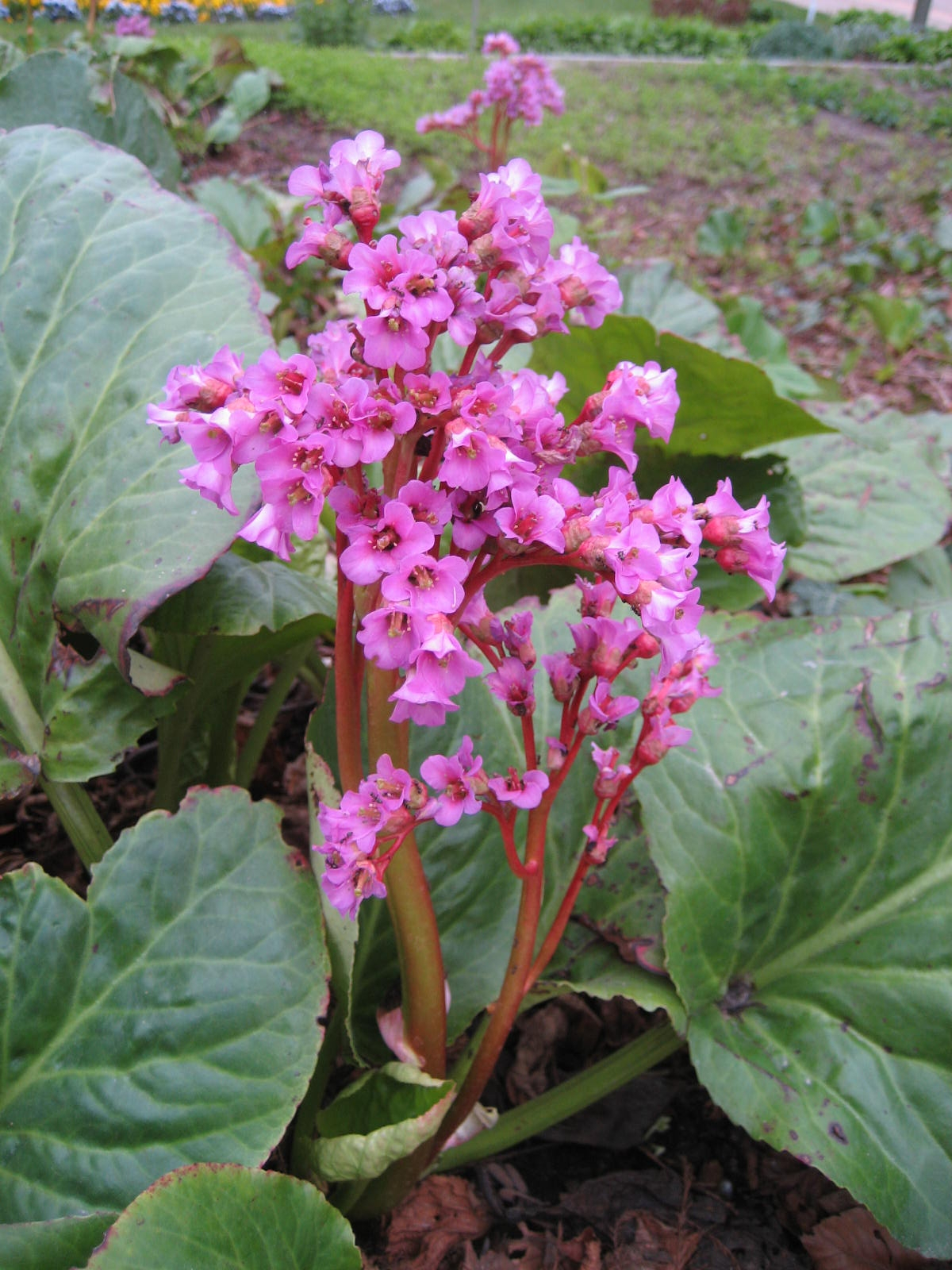
Bergenie Bergenia cordifolia
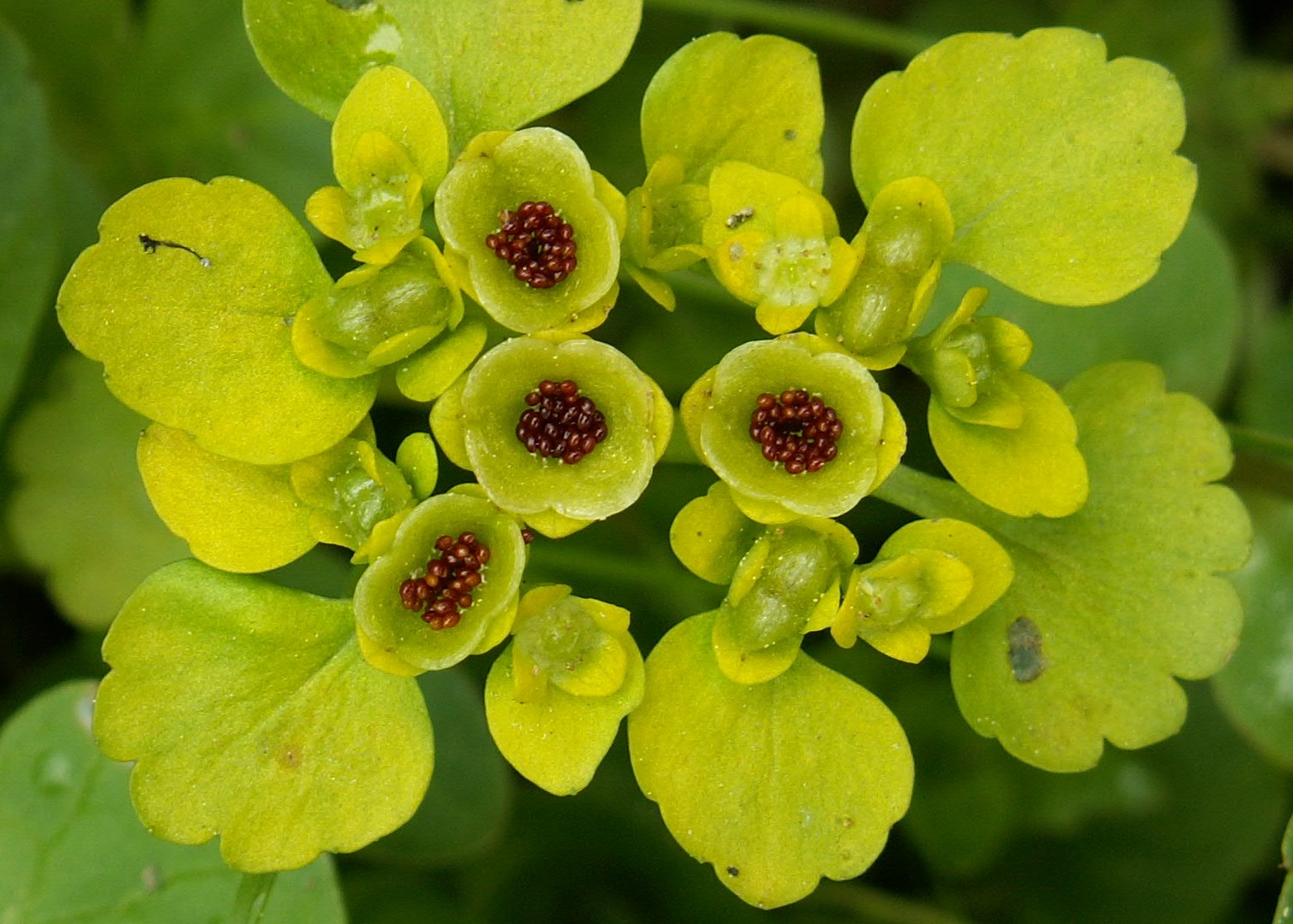
Mokrýš střídavolistý (Chrysosplenium alternifolium)
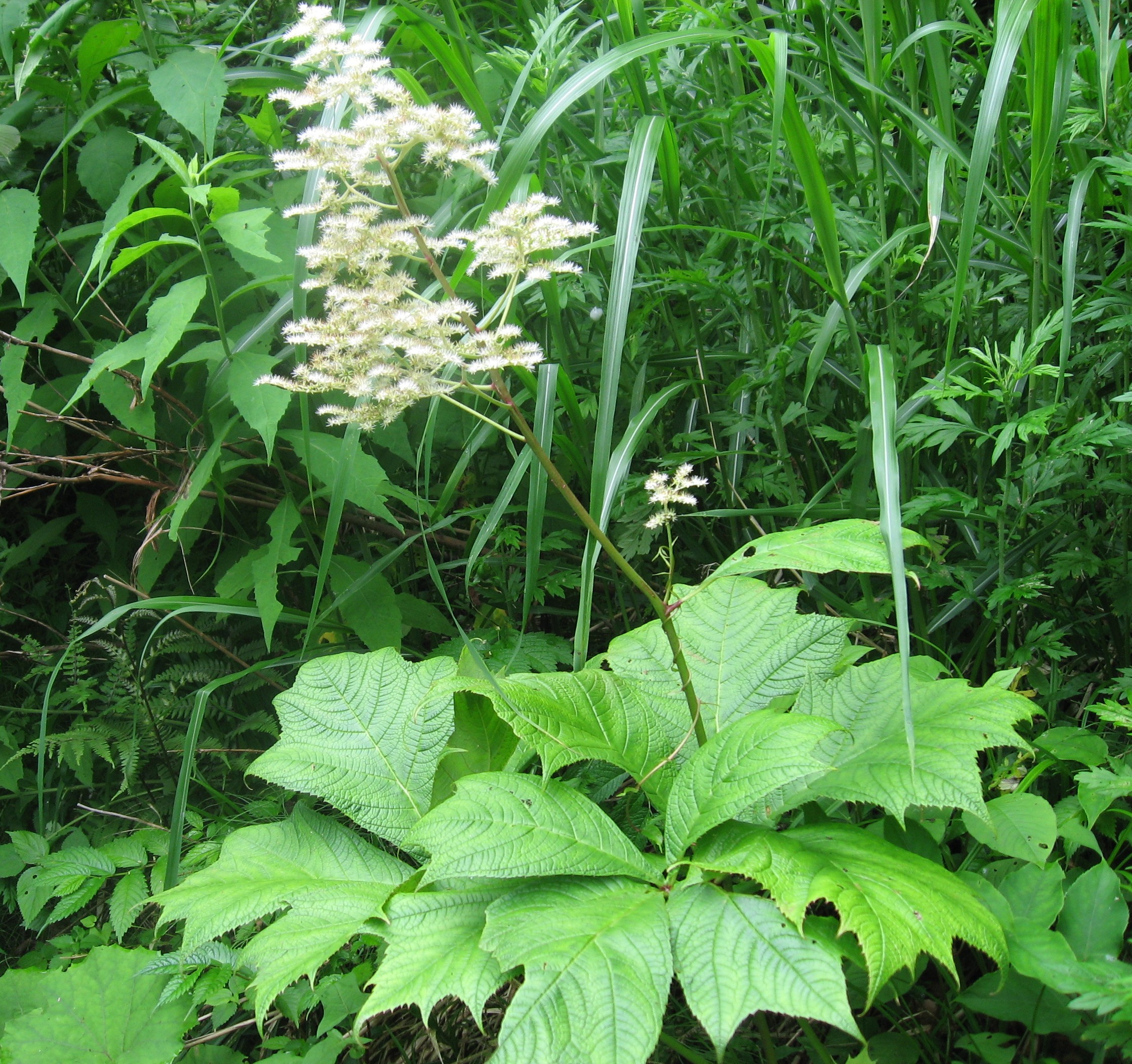
Rodgersia podophylla
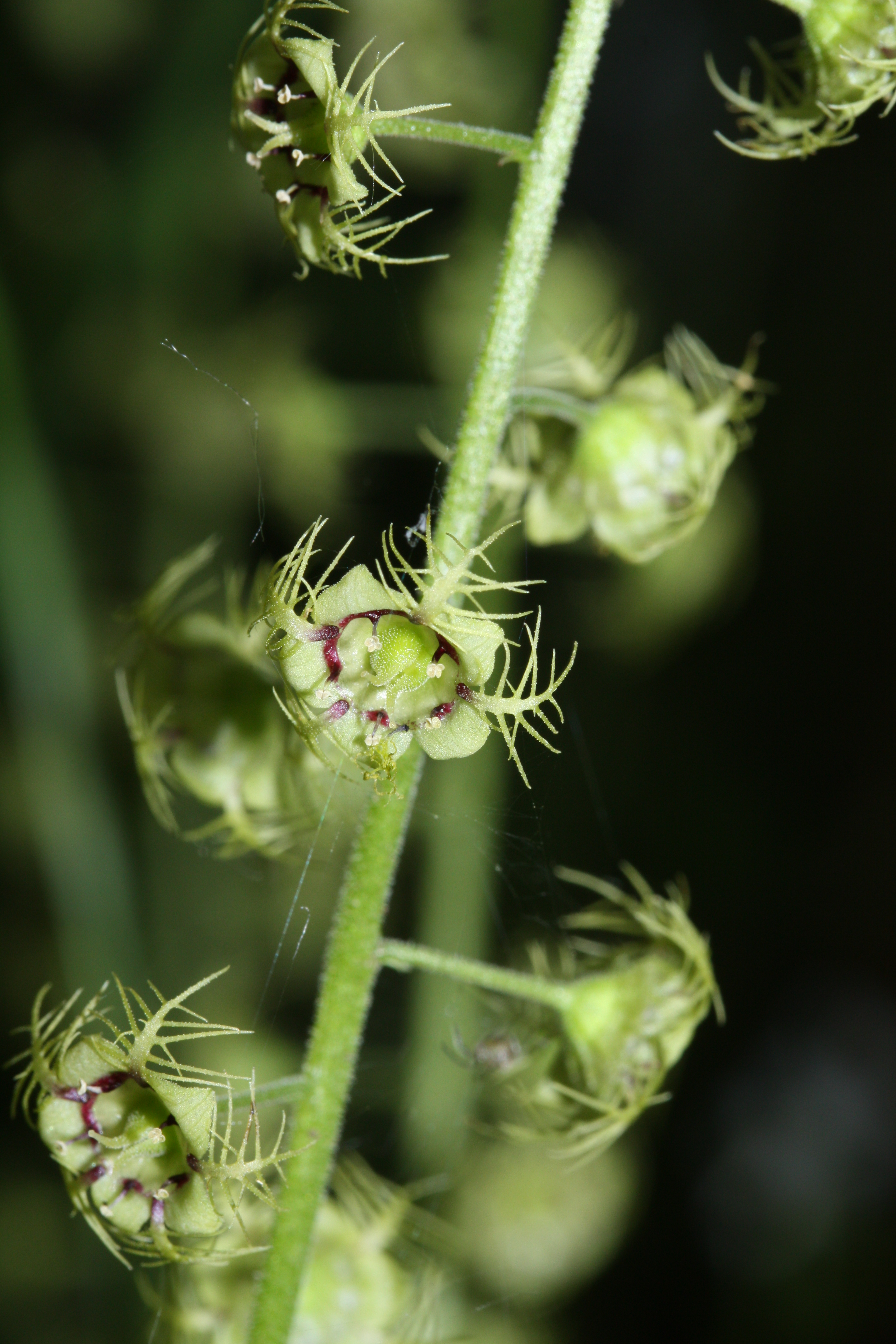
Květenství Mitella caulescens

## Rozšíření
Čeleď zahrnuje asi 550 druhů ve 34 rodech. Největší rody jsou lomikámen (Saxifraga, asi 325 druhů), dlužicha (Heuchera, 55) a mokrýš (Chrysosplenium, 55 druhů). Lomikamenovité jsou široce rozšířené především v mírném až arktickém pásu severní polokoule, a to zejména v horských oblastech. Největší počet rodů je zastoupen v Severní Americe, především v horských masívech v západní části kontinentu. V Jižní Americe rostou téměř výhradně v Andách.
V České republice je (podobně jako v celé Evropě) čeleď lomikamenovité zastoupena 2 rody. V ČR roste v rámci původní květeny 6 druhů lomikamenů a 2 druhy mokrýše. Mezi běžnější druhy náleží mokrýš střídavolistý, lomikámen zrnatý a lomikámen vždyživý. V celé Evropě se vyskytuje asi 120 druhů lomikamenů a 5 druhů mokrýše.

## Ekologické interakce
Květy lomikamenovitých jsou opylovány drobnějším hmyzem s krátkými sosáky, především mouchami a včelami, sbírajícími nektar a/nebo pyl.
Semena jsou šířena různými způsoby. Drobná semena lomikamenů a dalších rodů jsou šířena větrem a procházejícími zvířaty, u některých rodů (mokrýš (Chrysosplenium), Mitella) jsou rozstřikována deštěm z otevřených číškovitých tobolek.

## Taxonomie
Ve starších taxonomických systémech bylo pojetí čeledi lomikamenovité velmi různorodé, byla pojímána široce a členěna až na 17 podčeledí. Výsledkem byla různorodá skupina zahrnující i rody dnešních čeledí zábludovité (Escalloniaceae), meruzalkovité (Grossulariaceae), hortenziovité (Hydrangeaceae), tolijovité (Parnassiaceae), frankoovité (Francoaceae), pětirožcovité (Penthoraceae) a Vahliaceae, které jsou v dnešním systému nezřídka řazeny i do jiných řádů.
Vymezení některých rodů této čeledi je problematické a objevují se pochybnosti o tom, že jsou monofyletické (např. lomikámen (Saxifraga) a Mitella). Rod Brachycaulos byl přeřazen do čeledi Rosaceae, kde byl vřazen do rodu Chamaerhodos.

## Zástupci
- bergenie (Bergenia)
- čechrava (Astilbe)
- čechravovec (Astilboides)
- darmera (Darmera)
- dlužicha (Heuchera)
- lomikámen (Micranthes)
- lomikámen (Saxifraga)
- mitela (Mitella)
- mitrovka (Tellima)
- mitrovnička (Tiarella)
- mokrýš (Chrysosplenium)
- rodgersie (Rodgersia)
- tolmie (Tolmiea)[6][7]

## Význam
Lomikamenovité mají využití především v zahradnictví. Mezi nejčastěji pěstované patří čechravy (Astilbe), dlužichy (Heuchera) a bergenie (Bergenia), méně často se pěstují robustnější rostliny z rodu rodgersie (Rodgersia), čechravovec štítnatý (Astilboides tabularis) či štítovka štítnatá (Darmera peltata). Různé druhy lomikamenů (Saxifraga) patří mezi oblíbené skalničky. Některé druhy lomikamenovitých se pěstují jako pokojové rostliny, zejména tolmie Menziesova (Tolmiea menziesii) a lomikámen výběžkatý (Saxifraga stolonifera).

## Seznam rodů
Astilbe, Astilboides, Bensoniella, Bergenia, Bolandra, Boykinia, Cascadia, Chrysosplenium, Conimitella, Darmera, Elmera, Heuchera, Jepsonia, Leptarrhena, Lithophragma, Micranthes, Mitella, Mukdenia, Oresitrophe, Peltoboykinia, Rodgersia, Saniculiphyllum, Saxifraga, Saxifragodes, Saxifragopsis, Suksdorfia, Sullivantia, Tanakaea, Telesonix, Tellima, Tetilla, Tiarella, Tolmiea, Whipplea